# はやて (プロレスラー)
はやては、東北新幹線「はやて」をモチーフにした日本の覆面レスラー。本名：西田 秀樹（にしだ ひでき）。

## 経歴
城西大学在学中にサイタマスクとして学生プロレスを始める。
城西大学卒業後、文具メーカーの営業マンとして働いていたが退職してプロレスラーになるため、メキシコへ渡る。
1993年3月16日、みちのくプロレスに練習生として帯同。
1995年5月21日、FULLで西田珍念としてデビュー。
1998年、リングネームを西田秀樹に改名。同年、メキシコ遠征に行って2回転式コルバタを会得。
1999年8月13日、CMLL JAPAN後楽園ホール大会で講談社の承認の下で漫画「1・2の三四郎 2」に登場するキャラクター「ザ・オコノミマン」として参戦して日本で初めて2回転式コルバタを披露。同年、リングネームを覆面レスラー「ザ・モンキーマジック（2代目）」に改名して大阪プロレスに参戦。
2001年、みちのくプロレスに参戦。
2002年、リングネームを西田ヒデキに改名。9月、東北新幹線の盛岡駅から八戸駅間延伸開業に合わせて、みちのくプロレスが覆面レスラー「はやて&こまち」のデビューを企画して、はやてに西田が指名された。10月5日、リングネームを覆面レスラー「はやて」に改名して、みちのくプロレス鎌田記念ホール大会で、こまちとタッグを組んでデビュー。同日、「みちのくふたり旅」に出場。
2003年4月26日、こまち、やまびこ（デビュー戦）とユニット「東北EXPRESS」を結成して、みちのくプロレスで開催された「みちのくトリオリーグ戦」に出場。5月5日、「みちのくトリオリーグ戦」で優勝。
2004年10月、SUPER CREWに講師として入団。
2006年5月2日、プロレスプロモーション「VIVA MEXICO」の旗揚げ戦を開催。12月、SUPER CREWが解散したため、卒業生と練習生の活動支援組織「はやてレスリングプロダクション」を設立することを発表。
2007年2月3日、プロレスプロモーション「レスリングドリーマーズ」の旗揚げ戦を開催。3月17日、VIVA MEXICOが解散。
2013年9月21日、レスリングドリーマーズが解散。10月、イベントビジネスコンサルティング事務所「オフィスはやて」を設立することを発表。
2014年1月15日、アイスリボンのルチャサークルコーチに就任。7月、いたばしプロレスリングを設立することを発表。9月15日、板橋グリーンホールで、いたばしプロレスリングの旗揚げ戦を開催。

## 得意技
幻
2回転式コルバタ。
ハヤティーナ
ハヤティーナII
ハヤティーナIII
超特急ラナ
臨時急停車式エビ固め

## 入場曲
- 銀河鉄道999（ゴダイゴ）

## タイトル歴
- みちのくトリオリーグ戦優勝
- EL Mejor de Mascarad王座
- 板橋タッグ王座

## テレビ出演
- 特報首都圏（NHK）（2015年10月2日、10月3日）
- モヤモヤさまぁ〜ず2（テレビ東京）（2016年2月14日）
- ロコだけが知っている（NHK）(2022年1月19日)